# Lin Nu
Lin Nu (林駑, Xiao'erjing: لٍ  ﻧُﻮْ‎) fue un comerciante y erudito chino de la temprana dinastía Ming. Es el antepasado del filósofo Li Zhi. Su familia era de origen chino han y la rama que permaneció fiel a la cultura Han cortó la rama de los Lin Nu por casarse con un extranjero y convertirse a otra religión.

## Biografía
Su padre fue Lin Lü (林閭). Alrededor de 1376, Lin Nu, de 30 años de edad, visitó Ormuz en Persia, se convirtió al Islam, se casó con una mujer Semu ("娶色目女") (ya sea persa o árabe) y la trajo de vuelta a Quanzhou en Fujian.. Esto fue registrado en la genealogía Lin y Li 《林李宗谱》.
Se cree que el matrimonio de la joven persa de Ormuz con Lin Nu, que acompañó su conversión al islam, es lo que causó que la otra rama de la familia cambiara su apellido, por lo que la misma familia utiliza dos apellidos, Lin y Li, ya que eran extremadamente xenófobos hacia las religiones extranjeras y el matrimonio con otras etnias en la atmósfera después de que la dinastía Yuan se derrumbó. La biografía de Lin Nu dice que se casó con una muchacha Semu y se convirtió al islam en una mezquita de Ormuz en 1384 antes de regresar a China. Li Guangqi dijo que el matrimonio de su tío Lin Nu con la chica extranjera y la conversión a su religión causó que su rama de la familia excluyera a los descendientes de su tío de la genealogía porque practicaban el islam y cambiara el apellido de su propia rama de la familia a Li para disociarlos del apellido Lin.  Li Guangqi atacó la religión y las costumbres de los Semu, incluyendo el islam y otras religiones extranjeras, diciendo que eran incompatibles con la cultura china y que su idioma sonaba como el chillido de un búho y su escritura se parecía a los gusanos. Citó antiguos textos chinos sobre bárbaros y dijo que su tío fue «seducido» por la cultura Semu «lo extraño y exótico» y dijo que incluyó este ataque a las religiones Semu en la genealogía familiar para asegurarse de que nadie de la familia repitiera lo que su tío hizo casándose con una chica extranjera y convirtiéndose a una religión extranjera. Esto representaba una actitud xenófoba general[26] La genealogía se refiere a la rebelión Ispah y a las crueldades perpetradas por los ejércitos Semu. Los persas Semu en la rebelión de Ispah fueron aplastados y derrotados por los Yuan y los chinos masacraron a los derrotados Semu. La xenofobia y el resentimiento contra Lin Nu por parte de su familia Han por casarse con la chica persa y convertirse al islam se derivó de esto.